# ذي صعبة (المخادر)

تعديل مصدري - تعديل

ذي صعبة هي إحدى قرى عزلة الشرف بمديرية المخادر التابعة لمحافظة إب، بلغ تعداد سكانها 233 نسمة حسب تعداد اليمن لعام 2004.